# The Wall Museum Berlin
Das The Wall Museum (engl. „Das Mauer-Museum“) ist ein privates Museum in Berlin, das die Geschichte der Berliner Mauer und der jahrzehntelangen Teilung darstellt. Das Museum wurde im März 2016 eröffnet. Es wird von Jaka Bizilj betrieben.

## Vorgeschichte
Im Oktober 2015 bekam die Öffentlichkeit eine Preview des The Wall Museums in temporären Bauten zu sehen, bei der der chinesische Künstler Ai Weiwei als erster Besucher ein Element der Berliner Mauer signierte, gefolgt von drei Brüdern, die nacheinander mit einer Luftmatratze über Wasser, einer Seilwinde über die Mauer und einem Ultraleichtflugzeug durch die Luft aus der ehemaligen DDR geflohen waren.
Die Eröffnung fand an Ostern 2016 statt. Gäste waren unter anderem Günter Wetzel, der mit einem Heißluftballon über die Grenze geflohen war, der Sänger der Scorpions und Schöpfer der inoffiziellen Mauerfall-Hymne „Wind of Change“, Klaus Meine, sowie Guido Knopp.
Die Willkommens-Adresse im Museum wurde von Michail Gorbatschow zur Verfügung gestellt, in der er auf die damalige Situation eines drohenden atomaren Dritten Weltkrieges hinweist.

## Standort
Der Standort des Museums befindet sich im Berliner Bezirk Friedrichshain-Kreuzberg am Ufer der Spree. Das Dach des Gebäudes, eines ehemaligen Mühlenspeichers, wurde zu DDR-Zeiten als Grenzwachturm genutzt.

## Ausstellung
In einer Dauerausstellung mit 13 Themenräumen wird im The Wall Museum die Geschichte der Berliner Mauer, des Kalten Krieges sowie die Ära der deutschen Teilung von 1961 bis 1990 dargestellt. Die Darstellung basiert auf den persönlichen Beiträgen von Zeitzeugen, Opfern sowie den politischen Entscheidungsträgern, und zeigt auf, wie es 1989 zum Mauerfall und der friedlichen Revolution kam.
Einen Schwerpunkt bilden filmische Darstellungen im Original, audiovisuelle Zeitzeugenberichte sowie die persönlichen Beiträge der für den Mauerfall und die Wiedervereinigung verantwortlichen politischen Handlungsträger (u. a. der letzte Staatspräsident der Sowjetunion, Michail Gorbatschow, der deutsche Außenminister Hans-Dietrich Genscher, der ungarische Premierminister Miklós Németh und der US-Außenminister James Baker).
Zu den Gesprächspartnern der Kuratoren zählten unter anderem auch der für die Wiedervereinigung verantwortliche Bundeskanzler Helmut Kohl, sein für die Entspannungspolitik und den Warschauer Kniefall verantwortlicher Vorgänger Willy Brandt, führende Bürgerrechtler aus der ehemaligen DDR sowie Arpad Bella, der die ersten Flüchtlinge in Sopron, Ungarn passieren ließ und Harald Jäger, der am 9. November 1989 den ersten Grenzübergang an der Bornholmer Straße öffnete.
Das Museum legt neben historischen Fakten einen weiteren Schwerpunkt auf die menschlichen Geschichten der Teilung Europas. So beschreibt etwa Stanislaw Petrow, wie er 1983 die Welt vor einem Nuklearkrieg bewahrte, indem er einen Fehlalarm nicht mit einem nuklearen Gegenschlag beantwortete, wie es das Protokoll erfordert hätte.
Zu den Ausstellungsstücken zählen u. a. ein Kinderwagen, mit dem die aus Prag kommenden Züge nach Westdeutschland am 1. Oktober 1989 auf dem Gleis gestoppt werden sollten, ein Handzettel des Leipziger Pfarrers Christian Führer, mit der Aufforderung sich bei den Montagsdemonstrationen friedlich zu verhalten, sowie eine Kopie eines Defibrillators, wie ihn Hans-Dietrich Genscher nach seinem zweiten Herzinfarkt in New York mit sich führte, als er unter massivem Druck die Freilassung der Flüchtlinge in der Prager Botschaft Ende September 1989 verhandelte. Hierzu wird im The Wall Museum ein VHS-Video gezeigt, das 25 Jahre lang verschollen war. Genscher hatte auf eine Fernsehübertragung verzichtet, um die Verhandlungspartner auf der Ostseite nicht zu brüskieren.